# Lenovo ThinkCentre
ThinkCentre (prononcé en anglais : ThinkCenter) est une série d’ordinateur de bureau, créée par la société informatique IBM depuis 2003. En 2005, IBM a vendu son activité PC, y compris la marque ThinkCentre, à Lenovo. Les ordinateurs ThinkCentre incluent généralement des processeurs de milieu à haut de gamme, des options pour les cartes graphiques discrètes et la prise en charge de plusieurs moniteurs. 

## Histoire

### Lancement
IBM ThinkCentre utilisé comme serveur Linux
La gamme d’ordinateurs de bureau ThinkCentre a été lancée par IBM en 2003. Les trois premiers modèles de cette gamme étaient le S50, le M50 et l’A50p.  Les trois ordinateurs de bureau étaient équipés de processeurs Intel Pentium 4.  Le châssis a été fabriqué en acier et conçu pour un accès facile aux composants sans l’utilisation d’outils.  Le disque dur était fixé en place par un « caddy » sans l’utilisation de vis.  Le chariot était équipé de pare-chocs en caoutchouc pour réduire les vibrations et le bruit de fonctionnement. 
D’autres mises à jour des ordinateurs de bureau comprenaient une utilisation accrue des technologies ThinkVantage.  Tous les modèles d’ordinateurs de bureau ont été mis à disposition avec ImageUltra.  Les trois modèles de bureau comprenaient également un bouton « Accéder à IBM », permettant d’accéder aux ressources intégrées, aux outils de diagnostic, aux logiciels automatisés et aux liens vers les mises à jour et les services en ligne.  Certains modèles étaient équipés du sous-système de sécurité embarqué d’IBM, avec une puce de sécurité intégrée et le logiciel de sécurité client IBM.

### Acquisition par Lenovo
En 2005, après avoir finalisé l’acquisition de l’activité informatique personnelle d’IBM, qui a abouti au partenariat IBM/Lenovo, IBM/Lenovo a annoncé le lancement des ordinateurs de bureau ThinkCentre série E, conçus spécifiquement pour les petites entreprises.  Le ThinkCentre E50 a été rendu disponible en version tour et petit format, avec un design argenté et noir. 
En 2005, Technology Business Research (TBR) a observé une augmentation du taux de satisfaction des clients pour les ordinateurs de bureau ThinkCentre.  Selon l’étude de TBR sur le comportement d’achat informatique et la satisfaction des clients publiée au deuxième trimestre de 2005, Lenovo est la seule des quatre entreprises interrogées à afficher une augmentation substantielle de ses notes. 
En mai 2005, les ordinateurs de bureau ThinkCentre M52 et A52 ont été annoncés par Lenovo.  C’était la première fois que la gamme ThinkCentre intégrait des processeurs double cœur et la technologie 64 bits.  Au moment de la sortie, Lenovo a également annoncé son intention d’intégrer la technologie Intel Active Management Technology (iAMT) dans ses futurs produits.

## Série de produits
Les ordinateurs de bureau ThinkCentre disponibles auprès d’IBM/Lenovo sont les suivants :
- ThinkCentre Série A (SFF et AIO)
- Série ThinkCentre M (en tour, SFF et USFF)
- ThinkCentre Edge (en format tour et AIO)
- ThinkCentre Neo (en tour, SFF, minuscule et AIO)

## Modèles notables

### ThinkCentre X1
Le ThinkCentre X1 est un ordinateur de bureau tout-en-un de milieu de gamme annoncé par Lenovo au CES international 2016. Le X1 est alimenté par un processeur Intel Core i7 de 6e génération associé à 16 gigaoctets de RAM DDR4 de 2 333 mégahertz et à une variété de supports de stockage tels que des disques durs, des disques hybrides et des disques SSD. L’écran utilise un panneau de 23,8 pouces de 1920 pixels sur 1080 pixels avec un revêtement antireflet. Une webcam 1080p est montée juste au-dessus de l’écran. Cinq ports USB 3.0, une sortie vidéo DisplayPort et un port Ethernet sont livrés en standard. Un lecteur de carte mémoire est facultatif.  Une variante du X1 est un appareil à affichage uniquement. 

### ThinkCentre Tiny-In-One II
Le ThinkCentre Tiny-In-One II est l’ordinateur de bureau tout-en-un de deuxième génération de Lenovo. Sa conception modulaire permet d’améliorer son affichage et ses composants internes selon les besoins. Le ThinkCentre Tiny-In-One II est disponible en versions avec des écrans antireflets de 22 pouces et 24 pouces avec des cadres fins et une entrée multitouch en option. Les deux versions utilisent des panneaux d’affichage 1920×1080. Deux ports USB 3.0, deux ports USB 2.0, un port mini USB 2.0. et un emplacement de sécurité Kensington est inclus. Des options pour Microsoft Windows et ChromeOS de Google sont toutes deux disponibles. 

### Chromebox minuscule
Le Chromebox Tiny est un petit ordinateur de bureau doté d’un processeur Core i3-5005U, de 4 gigaoctets de mémoire, d’un disque SSD de 16 Go et d’une carte graphique intégrée qui exécute ChromeOS de Google. Il a été conçu pour l’éducation et les affaires. Son plus grand côté mesure environ 7 pouces carrés. Il mesure 1,4 pouce d’épaisseur et pèse 2,2 livres. Les ordinateurs dotés de ce facteur de forme sont appelés machines « d’un litre » dans certains pays qui utilisent le système métrique. Le Tiny peut être monté à l’arrière des moniteurs ou placé sur les murs avec un support VESA. La Chromebox Tiny dispose de deux ports USB 3.0 à l’avant et de deux autres à l’arrière.  Le Wi-Fi 802.11ac bi-bande et le Bluetooth 4.0 sont tous deux pris en charge. Une antenne externe est incluse pour améliorer la réception. Une souris et un clavier sont livrés en standard. 

### M83 Minuscule
Le ThinkCentre M83 Tiny est un ordinateur de bureau ultra compact lancé en 2014. Le M83 Tiny utilise un processeur Intel Core i5. Il est livré en standard avec une prise DisplayPort et un port Ethernet, cinq ports USB 3.0 et un port VGA. Il existe un port personnalisable qui peut être configuré avec une autre prise DisplayPort, un port série, un autre port USB ou un port HDMI. Le Wi-Fi est de 802.11ac. Les accessoires sans fil sont pris en charge via Bluetooth 4.0. 

### S50
En 2004, une version ultra-petite du S50 a été annoncée, le plus petit PC de bureau introduit jusqu’alors par IBM.  L’ordinateur de bureau ultra-petit ThinkCentre S50 pesait à peu près le même poids que le premier ordinateur portable d’IBM (IBM 5140 PC Convertible). [13] L’ordinateur de bureau ultra-petit avait à peu près la taille d’un annuaire téléphonique de New York ou d’une boîte de céréales.  L’ordinateur de bureau ultra-petit était également doté d’un châssis en acier sans outil et des technologies IBM ThinkVantage. 

### Une série Series One
Article détaillé : ThinkCentre série A

#### A60
En août 2006, le bureau ThinkCentre A60 a été annoncé.  Il s’agissait du premier ThinkCentre équipé de processeurs AMD. 
En septembre 2006, Lenovo a annoncé que ses produits ThinkPad, ThinkCentre et ThinkVision avaient reçu des notes élevées de l’EPEAT.  Au total, 42 produits ont été notés par EPEAT.  Les ordinateurs de bureau ThinkCentre ont reçu la note globale EPEAT argent.  Cela indiquait que tous les critères d’une informatique respectueuse de l’environnement avaient été remplis, y compris les exigences minimales et les mises en œuvre optionnelles supplémentaires.  Parmi les critères respectés, mentionnons la réduction des concentrations de cadmium, de mercure et de plomb, l’efficacité énergétique et la réduction des émissions de gaz à effet de serre. 
En septembre 2006, Lenovo a annoncé plusieurs ordinateurs de bureau dans la gamme ThinkCentre, notamment le M55p, le M55, le M55e, l’A55 et l’A53. 

#### A55
En janvier 2007, Lenovo a annoncé l’ordinateur de bureau ThinkCentre A55 à petit facteur de forme.  L’A55 était environ 64 % plus petit que les ordinateurs de bureau tour traditionnels de Lenovo et 25 % plus petit que les petits ordinateurs de bureau traditionnels de Lenovo.  En septembre 2007, Lenovo a annoncé l’A61e à facteur de forme ultra-petit. 
Toujours en septembre 2007, deux nouveaux ordinateurs de bureau de la série M ont été annoncés : le M57 et le M57p.

#### A58 et M58e
En mars 2009, Lenovo a annoncé deux petits ordinateurs de bureau à bas prix : le ThinkCentre A58 et le ThinkCentre M58e.  L’ordinateur de bureau A58 a été conçu pour les petites et moyennes entreprises, tandis que le M58e a été conçu pour les moyennes et grandes entreprises.  Les ordinateurs de bureau ont été mis à disposition en version tour et en version petit format.